# Yang Hyun-min
Yang Hyun-min (* 2. November 1979 in Seoul) ist ein südkoreanischer Naturbahnrodler. Er nahm als erster Südkoreaner an einem Weltcuprennen teil und gewann als erster seines Landes Weltcuppunkte. Zusammen mit Lee Jeong-il war er auch der erste Südkoreaner, der an einer Naturbahnrodel-Weltmeisterschaft teilnahm.

## Karriere
Yang Hyun-min war zusammen mit seinem Landsmann Lee Jeong-il in der Saison 2008/2009 der erste Südkoreaner, der im Weltcup startete. Betreut wurde er vom Naturbahn-Trainer des Internationalen Rennrodelverbandes, Karl Flacher aus Österreich. Flacher war in den 1970er-Jahren selbst erfolgreicher Naturbahnrodler und trainierte neben den Südkoreanern auch Sportler aus anderen Ländern, die im Naturbahnrodeln noch nicht etabliert sind.
Nachdem die beiden Südkoreaner im ersten Weltcuprennen der Saison 2008/2009 in St. Sebastian von Flacher noch keine Startfreigabe erhalten hatten, da die Verletzungsgefahr zu groß gewesen wäre, gab Yang Hyun-min im zweiten Saisonrennen am 18. Januar 2009 auf der Naturrodelbahn Grantau in Umhausen sein Weltcupdebüt. Als Vorletzter gewann Yang mit Platz 37 die ersten Weltcuppunkte für Südkorea. Eine Woche später erzielte Yang als Drittletzter in Unterammergau den 31. Platz, unmittelbar hinter seinem Teamkollegen Lee Jeong-il, der in Umhausen noch nicht am Start gewesen war. Nachdem Yang beim Weltcuprennen in Deutschnofen nicht gestartet war, nahm er an der Weltmeisterschaft 2009 in Moos in Passeier teil. Hier konnten sich die beiden Südkoreaner allerdings nur am Ende des Feldes platzieren. Yang fuhr mit über 45 Sekunden Rückstand auf den 36. und vorletzten Platz, Lee war weitere vier Sekunden langsamer. Für Yang war diese Weltmeisterschaft das bislang letzte internationale Rennen, in den nächsten drei Jahren nahm er an keinen Wettkämpfen teil.

## Erfolge

### Weltmeisterschaften
- Moos in Passeier 2009: 36. Einsitzer

### Weltcup
- 46. Platz im Einsitzer-Gesamtweltcup in der Saison 2008/2009